# عبد الله إسكندر حبيب
عبد الله إسكندر حبيب الجبوري وهو سياسي عراقي من محافظة كركوك شغل منصب عضو في مجلس النواب العراقي بين عامي 2005 و 2010 عن قائمة كتلة المصالحة والتحرير مع مشعان الجبوري.
وقد شغل منصب عضو في لجنة النفط والطاقة لتلك الدورة البرلمانية.